# Ritchie Valens
Richard Steven Valenzuela, ismertebb nevén Ritchie Valens (Pacoima, Kalifornia, 1941. május 13. – Clear Lake, Iowa, 1959. február 3.) mexikói származású amerikai énekes, zenész, dalszövegíró. A rock and roll úttörője és a chicano rock egyik legjelesebb képviselője.
Rövid zenei pályafutása alatt több slágert írt, azonban a legismertebb ezek közül a La bamba, amely egy mexikói népdal átdolgozása és amelynek rock and roll stílusban való előadásával, hangszerelésével a műfaj egyik úttörőjévé vált. Világhírű slágere még a hasonló stílusban íródott Donna és a Come On, Let's Go.
1959. február 3-án két zenésztársával – Jiles Perry „J.P.” Richardson Jr., ismertebb nevén The Big Bopper-rel és Buddy Holly-val – együtt szenvedett halálos kimenetelű repülőgép-balesetet, mindössze tizenhét évesen. Ez a nap később úgy vált ismertté, mint "A nap, amikor meghalt a zene". 2001-ben bekerült a Rock and roll Hírességek csarnokának tagjai közé.

## Gyermekkora
Richard Steven Valenzuela néven született a kaliforniai Pacoimában. Szülei, Joseph Steven Valenzuela (1896-1952) és Concepcion "Concha" Reyes (1915-1987) Mexikóból származtak. A házaspár öt gyermeke közül ő volt a második legidősebb, bátyja Bob Morales, húgai, Connie és Irma, öccse Mario Ramirez voltak.
Valenzuela a tradicionális mexikói mariachi, valamint a flamenco, az R&B és a jump blues zenei stílusok bűvöletében nőtt fel, azonban már ötéves korában saját zenei stílus kidolgozására is igényt mutatott. Édesapja ösztönzésére tanult meg gitározni, dobolni és trombitálni. Bár Valenzuela balkezes volt, lelkesedéséből fakadóan megtanulta a hagyományos jobbkezes gitárfogást is.
Középiskolás korában rendszeresen játszott barátaival és gitárját is mindig magával hordta. Tizenhat éves korában felkérték, hogy csatlakozzon a helyi The Silhouettes együtteshez, amelynek tagjaként először gitárosként kezdte pályafutását, majd miután a vokalista kilépett az együttesből, ő vette át a helyét. Ebbéli minőségében 1957. október 19-én debütált az együttes egyik fellépésén.
Tanulmányait a Pacoima Gimnáziumban (ma Pacoima Középiskola) és a San Fernando Középiskolában végezte.